# Hans-Josef Hecking
Hans-Josef Hecking (* 20. Dezember 1925 in Emsdetten; † 14. Januar 2013 in Hannover) war ein deutscher Jurist und Bankkaufmann im Management der Commerzbank.

## Leben
Hecking leitete bei der Commerzbank von 1968 bis 1990 das Geschäft mit Firmen- und Privatkunden in Hannover und großen Teilen Niedersachsens sowie die Filiale in der hannoverschen Theaterstraße. Er war zudem Aufsichtsratsmitglied bei Stiebel Eltron.
Neben seiner Berufstätigkeit engagierte sich Hecking ehrenamtlich. Vom Gründungsjahr 1976 bis 2011 war er Vorsitzender der Friedrich- und Dora-Rauch-Stiftung in Hannover.
Daneben war er Präsident der Hannoverschen Börse, Vorsitzender des Fördervereins der Musikhochschule und zweiter Vorsitzender des Instituts der niedersächsischen Wirtschaft. 
Er war verheiratet mit Marie-Theres († 2011). Das Paar hatte drei Kinder.

## Auszeichnungen
- 1988: Bundesverdienstkreuz 1. Klasse